# Major League II
Major League II es una película de comedia deportiva estadounidense de 1994 y secuela de la película de 1989 Major League. La película está protagonizada por la mayor parte del mismo reparto del original, incluidos Charlie Sheen, Tom Berenger y Corbin Bernsen. Ausente en esta película está Wesley Snipes, quien interpretó a Willie Mays Hayes en la primera película y que se había convertido en una estrella de cine por derecho propio en 1994. Omar Epps asumió su papel. Varios nuevos miembros del reparto aparecen en Major League II. David Keith interpreta a Jack Parkman, un receptor superestrella egoísta que busca reemplazar al veterano Jake Taylor (Tom Berenger) como titular. Takaaki Ishibashi, del dúo de comediantes japoneses Tunnels, es el jardinero Hiroshi "Kamikaze" Tanaka que ayuda a entusiasmar al equipo. Eric Bruskotter es el receptor novato Rube Baker que se está acostumbrando a la vida de la MLB. A diferencia de la primera película, que fue clasificada R, Major League II fue clasificada como PG y fue lanzada por Warner Bros. en lugar de Paramount Pictures.

## Trama
En la temporada anterior, los Indios de Cleveland ganaron el título de la división al vencer a los Yankees de Nueva York en un desempate de un juego, pero fueron derrotados en la Liga Americana por los Medias Blancas de Chicago .
El éxito de la temporada pasada ha cambiado las actitudes de los Indios. La sensación de pitcheo Rick "Wild Thing" Vaughn se ha convertido en una sensación de los medios y ahora está más preocupado por su imagen pública que por su pitcheo, lo que le ha hecho perder fuerza en su recta. En cambio, comienza a depender de lanzamientos quebrados altamente ineficaces, a las que les da apodos como "Eliminador" y "Humillador". El jonronero Pedro Cerrano se vuelve budista y adopta un estilo más plácido y despreocupado en contraposición al jugador enojado y agresivo que era antes. El jardinero central Willie Mays Hayes se ha convertido en un actor de Hollywood y ahora se imagina a sí mismo como un poderoso bateador, debido a un esguince de rodilla que sufrió mientras filmaba su nueva película, un fracaso de taquilla. El veterano receptor y líder del equipo Jake Taylor también ha regresado, pero una vez más está lidiando con lesiones en las rodillas.
Rachel Phelps, la dueña que previamente intentó sabotearlos la temporada pasada, vende el equipo a Roger Dorn, quien se retiró como jugador activo para tomar el puesto. Uno de sus primeros actos es fichar al receptor estelar de los Atléticos de Oakland, Jack Parkman, lo que obliga a Jake a competir por su antiguo puesto. Parkman es un jugador arrogante que no respeta al equipo. Para complicar aún más las cosas, el receptor de ligas menores Rube Baker también ha sido invitado al campamento a pesar de su incapacidad para devolver el balón al lanzador con consistencia. Cuando el equipo termina el campamento, el gerente Lou Brown le informa a Taylor que lo mantiene como entrenador en lugar de jugador. Jake está molesto al principio, pero acepta el puesto de mala gana.
Los indios tienen un comienzo lento, con diversas complicaciones y conflictos entre los jugadores. Parkman se convierte rápidamente en una figura divisiva en la casa club debido a su ego, por lo que Lou lo suspende luego de que Parkman criticara al equipo en los periódicos locales. Parkman luego informa a Lou que la suspensión es discutible ya que ha sido canjeado a los White Sox. Lou se enfrenta a Dorn por no consultarlo sobre el intercambio. Dorn explica que ya no podía pagar el salario de Parkman y no tuvo más remedio que cambiarlo. A cambio, el importado japonés Hiroshi "Kamikaze" Tanaka, un talentoso jardinero izquierdo con una inclinación por estrellarse contra la cerca, es enviado a los Indios.
Finalmente, sin opciones, Dorn vende los indios a Rachel Phelps. Rachel mantiene a Dorn como gerente general de los Indios y su primera orden del día es reactivarse como jugador. Phelps volvió a comprar al equipo como venganza por arruinar su plan de trasladar al equipo a Miami. Con los indios ahora en el último lugar, tiene otra oportunidad de hacerlo. Lou sufre un infarto en el camerino debido a su frustración por el desempeño del equipo y Jake toma el relevo en su lugar.
Cuando Rube es golpeado por un lanzamiento en el tobillo durante una doble cartelera contra los Medias Rojas de Boston, Hayes es llamado a correr por él, pero se niega a hacerlo, lo que enfurece a Jake. Vaughn se pelea con Hayes y los dos comienzan a pelear, lo que lleva a que todo el equipo pelee entre sí y sea expulsado. Después del juego, Tanaka critica a Cerrano por no tener "canicas" debido a sus luchas y Hayes hace una broma a Baker sobre su lesión, lo que lleva a Rube a reprender a Hayes y al resto del equipo por su falta de pasión. Inspirado por el discurso, Hayes se ofrece como voluntario para correr por el lesionado Baker en la parte baja de la novena entrada del segundo juego y rápidamente roba segunda, tercera y home para empatar el marcador. Cerrano, también inspirado, exige que Jake lo meta en el juego para tocar la bola y él responde con el jonrón ganador del juego.
La victoria desencadena una buena racha que lleva a los Indios hasta un segundo título divisional consecutivo, conquistado al vencer a los Azulejos de Toronto en el último día de la temporada. A pesar de esto, Vaughn continúa cayendo debido a que sus lanzamientos de quiebre ineficaces le han hecho perder la confianza en su mejor lanzamiento, su recta. Para empeorar las cosas, se niega a terminar los juegos que comienza y ha permitido que los abucheos de los fanáticos entren en su cabeza.
En la Serie de Campeonato de la Liga Americana, los Indios se enfrentan nuevamente a los Medias Blancas y ganan los primeros tres juegos de la serie. Esto inspira a Rachel a darle al equipo una charla de ánimo falsa antes del Juego 4, que está diseñado a propósito para meterse en la cabeza de los jugadores y distraerlos. Funciona, ya que Vaughn todavía luchando cede un jonrón ganador del juego a Parkman en la parte baja de la novena. Con una fuerte ofensiva de Parkman, los White Sox derrotaron a los Indios en los siguientes dos juegos, forzando un séptimo juego en Cleveland. La noche antes del juego, Jake va a visitar a Vaughn en su casa y le dice que podría ser llamado a lanzar como relevista en el Juego 7. Vaughn le dice con indiferencia a Taylor que estará listo, lo que enfurece a Jake. Critica a Vaughn por haber perdido su "toque" y le aconseja encarecidamente que lo vuelva a encontrar antes del próximo juego.
Los Medias Blancas toman una ventaja inicial de 2-1 en el Juego 7 después de que Parkman derriba a Rube en una jugada en el plato. Con los Indios abajo por uno, Hayes llega a la base en un boleto y se burla de Parkman diciendo que va a anotar en la jugada sin deslizarse. Rube luego batea una línea hacia la esquina del jardín izquierdo y Hayes rodea las bases y se dirige al Home. La pelota llega primero a Parkman, pero Hayes, cumpliendo su promesa de no deslizarse, pasa por encima de Parkman y aterriza en el plato. Parkman responde, sin embargo, conectando un jonrón de tres carreras en la séptima entrada y los Medias Blancas toman una ventaja de 5-3 en la parte baja de la octava.
Aunque los Indios consiguen un corredor, se registran dos outs rápidos y Jake se ve obligado a hacer un movimiento estratégico. Pide a Dorn que "tome uno para el equipo" y lo envía como emergente. Dorn  recibe un pelotazo en su espalda baja y es retirado por un corredor emergente. Cerrano interviene, aparentemente habiendo vuelto a ser más plácido. Después de pasar dos lanzamientos, los compañeros de Cerrano comienzan a agitarle pequeñas bolsas de canicas. Con esto, el toletero cubano puede encontrar su enfoque y enviar el siguiente lanzamiento por encima de la valla para dar a los Indios una ventaja de 6-5.
Sin embargo, las carreras de la ventaja llegan a las bases con dos outs en la parte alta de la novena. Jake le pide a Vaughn que dé el último out y, para deleite de la multitud, Vaughn ha tomado en serio el mensaje de Jake y redescubrió su "toque". Para promover esto, le dice a Jake que tiene la intención de caminar al bateador actual y lanzarle a Parkman, quien está en espera. Sabiendo que un boleto intencional cargará las bases, Jake inicialmente se resiste, pero confía en Vaughn y le permite enfrentar a Parkman.
Vaughn lanza una bola rápida que Parkman pasa por el strike uno, luego sigue con otra bola rápida que Parkman manda de foul hacia atrás. Con dos strikes sobre él, Parkman impresionado desafía a Vaughn a lanzarla por tercera vez. Vaughn cumple sin miedo con una bola aún más rápida apodada "Terminator" que Parkman falla para terminar el juego y enviar a los Indios a la Serie Mundial.

## Reparto
- Charlie Sheen como Rick "Wild Thing" Vaughn
- Tom Berenger como Jake Taylor
- Corbin Bernsen como Roger Dorn
- Dennis Haysbert como Pedro Cerrano
- James Gammon como Lou Brown
- Omar Epps como Willie Mays Hayes
- Bob Uecker como Harry Doyle
- David Keith como Jack Parkman
- Takaaki Ishibashi como Hiroshi "Kamikaze" Tanaka
- Margaret Whitton como Rachel Phelps
- Eric Bruskotter como Rube Baker
- Alison Doody como Rebecca Flannery
- Michelle Burke como Nicki Reese
- Rene Russo como Lynn Wells
- Jay Leno como himself
- Randy Quaid como Johnny
- Richard Schiff como a commercial director
- Jesse Ventura como himself
- Steve Yeager como Coach Duke Temple
- Kevin Hickey como Schoup

## Recepción

### Taquilla
La película debutó en el No. 1, destronando a D2: The Mighty Ducks, otra comedia deportiva con el hermano de la estrella de Major League Charlie Sheen, Emilio Estévez . En los Estados Unidos, la película recaudó un total de $ 30,626,182 en taquilla.

### Respuesta de la crítica
Major League II recibió críticas extremadamente negativas de los críticos, lo que dejó a la película con solo una calificación del 5% en Rotten Tomatoes basada en 21 críticas. El consenso del sitio dice: "Respetando cada broma, Major League II es una secuela perezosa que pertenece al banco".

## Continuación
David S. Ward anunció en 2010 que estaba trabajando en una nueva película, a la que llamó Major League 3, y esperaba contratar a las estrellas originales Charlie Sheen, Wesley Snipes y Tom Berenger . La trama vería al personaje de Sheen, Ricky "Wild Thing" Vaughn, saliendo de su retiro para trabajar con un jugador joven. La película está siendo vista como la tercera película de la serie, a pesar de que una tercera película, Major League: Back to the Minors, fue lanzada en 1998.
El 6 de abril de 2011 en Cleveland, Ohio, Charlie Sheen, durante su gira "violentos torpedos de la verdad", anunció a la audiencia que estaba trabajando en una tercera secuela, titulada Major League 3, y dijo: "Vamos a rodar aquí mismo en Cleveland. ! " Abrió el espectáculo vistiendo una camiseta de los Indios de Cleveland número 99 de "Rick Vaughn".
En 2017, Morgan Creek anunció planes para reiniciar sus películas clásicas de las décadas de 1980 y 1990 como series de televisión o películas, tras el éxito de la serie de televisión El exorcista . Varias películas en las primeras etapas de desarrollo incluyen la serie de películas Young Guns, Major League y Ace Ventura . 